# Paroisse
Cet article concerne la subdivision religieuse. Pour la subdivision administrative, voir paroisse civile.
Une paroisse est une organisation qui est originellement, dans le christianisme, la subdivision de base d'un diocèse de l'Église. La paroisse occupe un rôle essentiel dans la vie religieuse, elle est le lieu de culte, de célébration pour les croyants.
On retrouve la même structure aussi bien dans l'Église latine que dans les Églises orientales. L'Église anglicane, et l'Église luthérienne, ainsi que les pays passés à la Réforme calviniste ont repris cet héritage.
La paroisse de l'Église catholique est définie par le concile Vatican II, dans le Code de droit canonique de 1983. Elle est administrée par un curé.
Elle a également donné son nom à une subdivision administrative dans plusieurs pays, la paroisse civile, reprenant le territoire de la paroisse originale. Les paroisses en France, ont donné naissance aux communes actuelles à la Révolution.

## Étymologie
Le mot français « paroisse » dérive du mot grec ancien παροικία / paroikía, « résidence en pays étranger », par l'intermédiaire du latin ecclésiastique parochia, déformation du latin părœcĭa, transcription latine du mot grec.
Le mot latin parochia a été utilisé initialement par les premières communautés chrétiennes pour désigner le territoire d'une cité épiscopale. Mais dès le Ve siècle, il est déjà très proche de son sens actuel puisqu'il s'applique aux territoires et communautés existant en dehors du siège épiscopal.

## Présentation générale

### La paroisse dans l’Église catholique

#### Une sous-division du diocèse
Le mot « paroisse » désigne, depuis le Moyen Âge, un village, un hameau ou un quartier formant le territoire que dessert un curé. La paroisse correspond à une notion de voisinage et de proximité car la communauté chrétienne repose sur les relations sociales entre les personnes. De plus, la définition d'un territoire est nécessaire au curé pour qu'il puisse identifier la communauté dont il a la charge d'âmes. Les limites géographiques de la paroisse sont liées à ces réalités locales.
Parfois, dans l'usage, les fidèles considèrent que l’Église locale c'est la paroisse et que le diocèse est une sorte de conglomérat de paroisses, mais cela est une expression erronée. Le diocèse est le territoire d'expression locale de l’Église, il est divisé en paroisses qui est l'échelon du diocèse au plus proche des communautés de fidèles.

#### Définition par le Code de droit canonique de 1983
Depuis le concile Vatican II, le Code de droit canonique de 1983 définit qu'à chaque paroisse est attribuée un curé, titulaire de la charge pastorale. Il peut y avoir des exceptions, quand plusieurs paroisses voisines sont par exemple confiées simultanément à un même curé. C'est le conseil presbytéral qui travaille à cette structuration du tissu territorial, sous la houlette de l'évêque, .
La paroisse désigne à la fois une aire géographique précise, le « territoire de la paroisse », et un groupe de fidèles habitant sur ce territoire et constituant la communauté paroissiale.

#### Une exception: la paroisse personnelle
Sur le modèle des prélatures personnelles (au niveau mondial), l'Église catholique a parfois recours à des paroisses personnelles, ancrées non dans un territoire géographique précis au sein du diocèse (paroisse géographique), mais sur une thématique pastorale précise ou sur une liturgie particulière. Par exemple, des paroisses personnelles ont été créées pour les fidèles attachés à la forme tridentine du rite romain ou en fonction de la langue. Ainsi, en Suisse, des paroisses de langues italienne et espagnole ont été créés pour tenir compte de la forte proportion d'immigrés de ces deux langues dans le pays. Les curés des paroisses personnelles ne sont pas nécessairement des prêtres diocésains, la paroisse qui leur est confiée n'a pas de délimitation géographique.

#### Une entité juridique en droit canonique
La paroisse a pour vocation de réaliser les finalités spirituelles, la mission de l'Église. C'est une entité juridique à part entière. Elle est définie par le droit universel, sans transiger avec des arrangements locaux par exemple. Il s'agit d'une communauté hiérarchique dont l'évêque diocésain assume la charge. Les moyens financiers et le budget sont propres à chaque paroisse, ils sont élaborés par le « Conseil paroissial pour les affaires économiques ».

## Les attributions d'une paroisse

### Activités
Une paroisse catholique a pour activité quotidienne la célébration des messes et offices, l'administration des sacrements (baptême, mariage, confession, sacrement des malades), l'organisation de manifestations exceptionnelles, et la présence et disponibilité du prêtre auprès de ses paroissiens remplissent l'emploi du temps du clergé.

### L'église paroissiale
L'église paroissiale est le centre religieux de la paroisse.
Pas moins de 2 800 des 15 000 églises rurales de France sont en péril selon un rapport rédigé par le Sénat français.

### Curé et équipe pastorale
À chaque paroisse est affecté un prêtre qui porte le titre de curé de la paroisse, puisqu'il en assure la cure. Chaque paroisse est rattachée à un curé, mais celui-ci n'est pas forcément résident (à la cure) dans la paroisse. Ce nom de curé signifie « chargé du soin des âmes » (curatus animarum). Sous l'autorité directe de son évêque, dont il est le délégué, c'est le pasteur de la paroisse avec l'équipe pastorale
Un curé peut être, selon la taille ou la population de la paroisse, assisté par un ou plusieurs prêtres appelés vicaires. Dans les paroisses administrées par un curé non résident, on les appelle desservants. En Bretagne, le curé est plus souvent appelé recteur et c'est son vicaire qui est appelé curé.
Le curé est avant tout responsable de la pastorale et de l'exercice du culte, mais cela le charge aussi de préoccupations d'ordre temporel à l'égard de ses paroissiens (pratiquants ou non). Dans son dictionnaire, Antoine Furetière décrit la paroisse comme le territoire « sur lequel s'étend la juridiction spirituelle du curé ». Le concile Vatican II a encouragé la constitution des conseils pastoraux régi par le Code de droit canonique de 1983 associant des laïcs engagés à l'équipe pastorale présidé par le curé avec un rôle consultatif pour recueillir les besoins et favoriser les différentes initiatives.
À l'époque moderne et jusqu'à la loi de séparation des Églises et de l'État de 1905 en France, le conseil de fabrique ou fabrique assure la collecte et l'administration des fonds pour la construction et l'entretien de l'église et de son mobilier. Depuis, ce rôle est dévolu au conseil paroissial.

### Archives paroissiales
Les paroisses, comme toutes les institutions, produisent divers documents qui en perdant leur actualité prennent le statut d'archives. Ces documents varient avec les époques et la complexité du fonctionnement, mais peuvent se regrouper en principales catégories au-delà des noms qu'on leur donne. La plupart des registres sont rédigés chronologiquement et sont des sources de premier plan pour l'histoire locale.
- Les registres paroissiaux ou registres de catholicité où le clergé enregistre les actes de baptême, mariage et sépulture, c'est-à-dire un bref rapport à la forme réglementée citant la personne ou les personnes concernées, les témoins et le prêtre responsable, le tout suivi de leurs signatures si elles savent signer.
- Les registres post-concordataires, nom des registres paroissiaux tenus par le clergé à partir de 1803.
- Les registres de délibérations de l'assemblée paroissiale sur l'administration de la paroisse.
- Les registres de délibérations de la fabrique concernant l'administration et entretien courant de l'église et des biens annexes.
- Les ouvrages liés au culte en général et dans la paroisse en particulier : le livre de prières appelé paroissien ou paroissial ; le coutumier décrivant les usages locaux.
- Les registres du conseil paroissial, à partir du début du XXe siècle en France.
- Les bulletins paroissiaux, imprimés périodiques, surtout à partir du début du XXe siècle en France.
- Les registres de paroisse qu'il ne faut pas confondre avec les registres paroissiaux sont aussi appelés « Livres de paroisse » ou « Cahiers de paroisses » parce qu'ils sont le journal de bord des événements petits ou grands de la paroisse complété par toutes sortes d'informations pouvant soutenir ou aider le clergé dans son sacerdoce, charge à chaque curé de le mettre à jour et de le transmettre à son successeur. Les plus anciens datent du début du XIXe siècle en France.

Les registres paroissiaux ont été intégrés aux archives communales à la suite de la loi du 20 septembre 1792 qui confie la responsabilité de l'état civil français aux mairies.

### Labels écologiques pour les paroisses
Les Églises chrétiennes ont développé des labels écologiques pour les communautés chrétiennes. Ce sont des outils qui permettent d'initier ou d'approfondir la conversion écologique des paroisses et des églises locales. En France, le label « Église verte » a été lancé le 16 septembre 2017. Des initiatives similaires ont été menées dans d'autres pays : en Allemagne le label « Coq vert », au Royaume-Uni les « Eco-churches », au Canada les « Églises vertes », en Norvège les « Congrégations vertes » ; en Suisse « œco Église et environnement » met à disposition un guide « Paroisses vertes ».
Pour le label français, la communauté doit établir un éco-diagnostic par le biais d'un questionnaire à choix multiples qui couvre cinq domaines :
- les célébrations et la catéchèse ;
- les bâtiments ;
- les terrains de la paroisse ;
- l'engagement communautaire et global ;
- les styles de vie.

L’église doit s’engager à progresser – à son rythme – dans l’un des cinq thèmes durant l’année.

## Organisation géographique

### Subdivisions hiérarchiques
Selon sa géographie, son habitat, la paroisse peut être divisée en quartiers regroupant plusieurs hameaux (ou rues) ; des chapelles ou des prieurés facilitant la pratique de la religion pour les paroissiens voisins. Après la Révolution, on trouve mention de ces quartiers (sous le nom de frairies) dans les listes électorales ou encore les plans du cadastre.
En raison des conditions de leur naissance, de leur taille ou configuration, une paroisse appelée paroisse-mère peut avoir délégué à une ou plusieurs paroisses-filles une partie de ses prérogatives sur une portion du territoire. Il s'agit essentiellement de permettre à une partie des habitants de disposer d'une église sans devoir se déplacer à l'église principale. Un service minimum est donc assuré sous l'autorité du curé de la paroisse-mère. Les messes principales mais aussi les registres paroissiaux y sont en principe tenus.
Les paroisses-filles sont généralement appelées succursales sous des dénominations variables géographiquement : trève en Bretagne, mais aussi selon Furetière, « aide, fillette, annexe, vicairerie ». Record au moins régional, en Bretagne la paroisse de Bothoa — maintenant Saint-Nicolas-du-Pélem — ne comportait pas moins de quatre trèves, l'ensemble occupant 140 km2.
L'entité géographique supérieure dans l'Église catholique est le doyenné, regroupant plusieurs paroisses. Le curé de l'une d'elles étant désigné comme doyen par l'évêque du diocèse. Au-dessus hiérarchiquement, l'archidiaconé regroupe plusieurs doyennés[réf. nécessaire].

### Paroisse urbaine et paroisse rurale

#### Paroisse rurale
L'association « Œuvre des Chantiers du Cardinal », créée en 1931 par le cardinal Verdier pour accompagner l'exode rural et la vague d'immigration, a promu la construction et l'entretien des églises catholiques de Paris et de la région parisienne.

#### Paroisse urbaine
La paroisse urbaine apparaît au XIe siècle dans une grande majorité de la France. Ce n'est qu'au XIIIe siècle que cela s'étend à toute l'Europe. La paroisse urbaine est apparue après la vie en communauté autour d'un évêque, système qui prévalait au haut Moyen Âge. Ce système était d'abord apparu dans les villes et ensuite dans les campagnes. Mais avec l'apparition des paroisses, c'est le contraire qui se produisit. Les paroisses sont arrivées avec l'essor des villes médiévales dû au commerce[réf. nécessaire]. Leur apparition est également lié au progrès de l'évangélisation. Mais l'expansion des paroisses en ville est liée à la croissance de ces dernières : en effet, il n'était nullement obligatoire de construire ces lieux de culte en ville. La plupart des paroisses se sont construites au fur et à mesure, mais il y en a aussi qui se sont développées à partir de lieux de culte déjà présents.
La paroisse est organisée autour d'un évêque, qui fait respecter l'ordre paroissial. C'est-à-dire l'assistance à la messe paroissiale, l'administration des sacrements et les prérogatives de la paroisse en matière de sépulture. L'église paroissiale urbaine est devenue le lieu d'accomplissement des devoirs religieux. La paroisse est le lieu de la manifestation de la vie religieuse. L'esprit de la paroisse est communautaire, il est lié aux charités. La paroisse tient un rôle très important dans la vie sociale, en effet elle est très liée à la vie artistique, l'assistance, l'enseignement et la sécurité.

## Sociologie
Jusqu'au début du XXe siècle et surtout dans les paroisses rurales à forte vocation agricole, les individus s'identifiaient avant tout à leur paroisse, voire de manière métonymique à leur clocher : tout passant, tout visiteur était considéré comme étranger quand bien même il était de la paroisse voisine ; celui-ci savait avoir la même attitude une fois de retour chez lui. Les variantes du patois ou des pièces de vêtements désignaient immédiatement comme suspect celui qui n'est pas du pays : que venait-il faire là ? pour quelles raisons ? comment interpréter l'aisance affichée par son habit ou au contraire l'indigence de ses hardes ? est-il de passage ou un nouveau paroissien ?
L'isolement induit par la géographie (îles, vallées, ressources locales spécifiques, etc.) favorisait et favorise encore dans une certaine mesure le repli sur les éléments familiers et immuables.
L'identification à la paroisse se faisait en parallèle à une attitude de rivalité à l'égard des paroisses voisines, surtout là où les paroisses étaient d'importance comparable. Cette attitude était positive en s'exprimant par une émulation sur l'adresse ou la force des jeunes paysans, sur le savoir-faire des artisans ou encore sur les signes extérieurs de la piété (ornements des églises, zèle dans les processions…). Ce sentiment d'appartenance devait être suspendu à l'occasion des foires, pèlerinages, etc., où chacun se vouait à des intérêts supérieurs temporels ou spirituels. Il fallait aussi savoir mettre de l'eau dans son vin quand l'amour et les liens du mariage attiraient malgré soi sur des terres étrangères situées seulement à une lieue ou deux de là. Les cas de force majeure, épidémies et autres formes d'agression du territoire, mobilisation générale, imposaient aussi de temps à autre une remise en cause de son identité locale.